# Giacomo Zanella
Giacomo Zanella (* 1820 in Chiampo, Provinz Vicenza, Italien; † 17. Mai 1888 in Vicenza) war ein italienischer Lyriker und Literaturhistoriker.

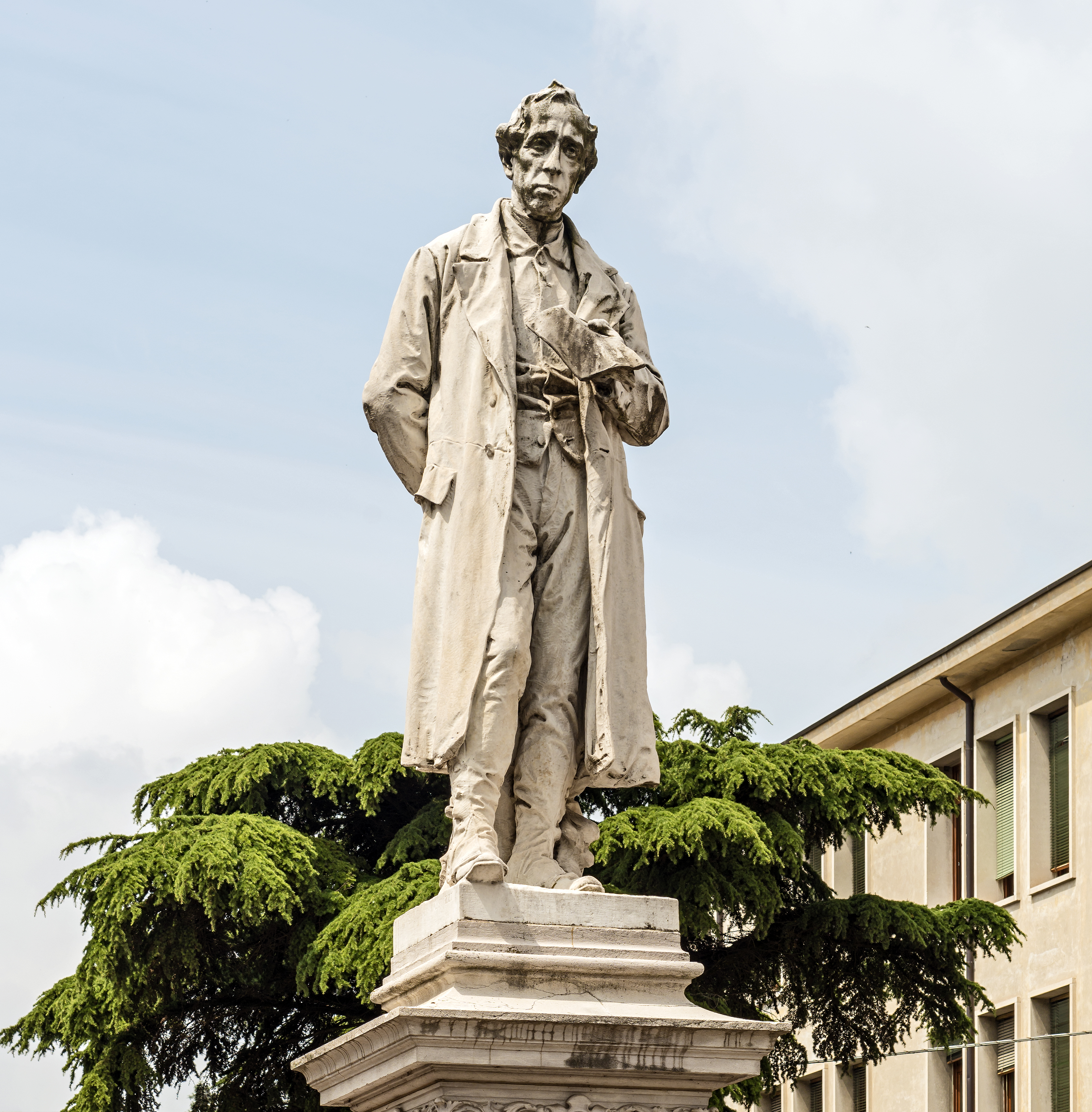
Giacomo Zanella in Vicenza

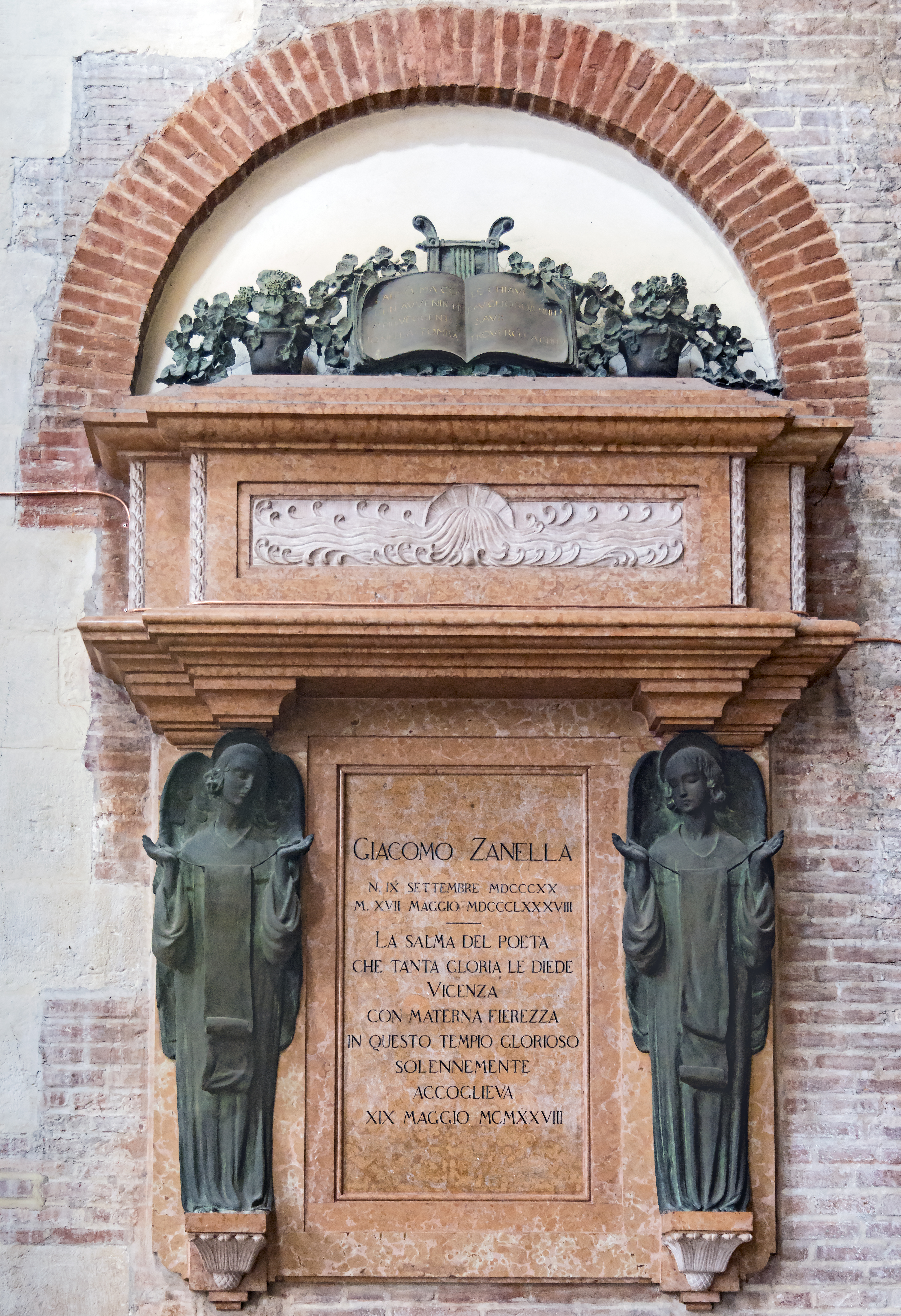
Denkmal für Giacomo Zanella

## Leben
Zanella widmete sich zunächst dem Priesterstand und wurde 1855 Professor der Philosophie am Liceo di Santa Caterina in Venedig. 1856 wurde er Direktor des Ginnaseo liceale in Vicenza und 1866 Professor der italienischen Literatur an der Universität Padua. 1872 zog er sich von dieser Stellung aus Gesundheitsgründen in das Privatleben zurück. Zanella war einer der bekanntesten Dichter im italienischen Parnass. 1886 wurde er in die Accademia della Crusca in Florenz aufgenommen.

## Werk
Zanellas Lyrik zeichnete sich durch einen eleganten Stil aus und war von Gegenständen der Wissenschaft und ihren praktischen Erfolgen inspiriert, wie z. B. in einem seiner bekannteren Gedichte La conchiglia fossile. Weitere Werke waren: 
- Versi (1868)
- Il piccolo Calabrese, poetische Erzählung (1870)
- Poesie (1877)
- Scritti vari (1877)
- Nuove poesie (1878)
- L'Astichello (1881)
- Edvige (1881)
- Parallele letterarie (1884)
- Della letteratura italiana nell' ultimo secolo (1885)